# 100735 Alpomoranska
100735 Alpomoranska este o planetă minoră (asteroid) din centura de asteroizi. A fost descoperită pe 19 februarie 1998 la Observatorul Kleť de Jana Tichá⁠(d) și a fost numită după Elisabeta de Pomerania. 
Obiectul prezintă o orbită caracterizată de o semiaxă mare de 2,3725386982612 UAi, o excentricitate de 0,13, o înclinație de 4 ° în raport cu ecliptica.